# Rejimen Askar Melayu DiRaja
Le Rejimen Askar Melayu DiRaja (Régiment royal malais), ريجيمن عسكر ملايو دراج en jawi, est l'un des deux régiments d'infanterie de l'Armée de terre malaysienne (en). À son apogée, le régiment comprenait 27 bataillons. De nos jours[Quand ?], il en comprend 25, incluant trois bataillons de parachutistes faisant partie de la force de déploiement rapide de l'Armée de terre malaysienne. Un bataillon a été converti en infanterie mécanisée tandis que les autres bataillons sont de l'infanterie légère. Le 1er bataillon du régiment sert de garde cérémonielle pour le roi de Malaisie. Tel que son nom l'indique, le régiment ne recrute que des soldats d'ethnicité malaise.

## Jumelages
- Australie - The Royal Australian Regiment
- Nouvelle-Zélande - Royal New Zealand Infantry Regiment (en)
- Royaume-Uni - Royal Anglian Regiment (en)
- Royaume-Uni - Duke of Lancaster's Regiment (King's Lancashire and Border) (en)
- Royaume-Uni - Royal Welsh
- Royaume-Uni - Royal Scots Borderers (en)
- Royaume-Uni - The Rifles
- Royaume-Uni - The Royal Gurkha Rifles

## Annexe